# Eugen von Schneider
Friedrich Eugen Schneider, ab 1907 von Schneider (* 22. September 1854 in Stuttgart; † 31. August 1937 ebenda), war ein deutscher Archivar und Landeshistoriker.

## Leben
Schneider besuchte zunächst das Stuttgarter Gymnasium. Sein Versuch, auf eines der württembergischen niederen Seminare zu gelangen, die auf das Theologiestudium vorbereiteten, scheiterte an seiner Gesundheit. Nachdem er dennoch die notwendigen Examen bestanden hatte, wurde 1872 am Tübinger Stift aufgenommen. Es folgte ein Studium der Philosophie und Theologie an der Universität Tübingen, durch das er zunächst die Magisterwürde erlangte. Er war Mitglied der Verbindung Normannia Tübingen.
Am 23. März 1877 wurde Schneider in der Esslinger Stadtkirche ordiniert und anschließend Vikar in Deizisau, bis man ihn am 26. Juni 1877 nach Loffenau versetzte. Am 10. Juli 1877 wurde er in Tübingen zum Dr. phil. promoviert. Zum 2. November 1877 setzte man ihn als Pfarrverweser in Deizisau ein. Am 14. Januar 1878 bat er, aus dem Kirchendienst entlassen zu werden. Das Konsistorium kam seiner Bitte mit Bedauern nach.
Schneider fand in der Folge 1878 als Hilfslehrer am Stuttgarter Realgymnasium Anstellung. Zum 12. Oktober 1878 erhielt er einen Ruf als Repetent an das Seminar Blaubeuren. Dort verblieb er, unterbrochen durch eine Reise nach Frankreich, bis 1880, als er für weitere Studien nach Berlin ging. Allerdings erhielt er die Information, dass am Archiv in Stuttgart eine Stelle ausgeschrieben sei. Zum 23. April 1881 erhielt er die Stelle als Expeditor beim Königlichen Haus- und Staatsarchiv Stuttgart mit dem Titel eines Archivsekretärs.
Schneiders weiterer Laufbahn am Archiv wurde im April 1883 der Weg geebnet, als er das Theologische Anstellungsexamen bestand, fünf Jahre später, 1888, erhielt er den Titel Archivassessor und 1895 eine entsprechende Planstelle. 1899 wurde er zum Archivrat befördert, im Juni 1902 Mitglied des Statistischen Landesamts und 1903 geschäftsführendes Mitglied der Württembergischen Kommission für Landesgeschichte.
Mit der Ernennung zum Direktor des Geheimen Haus- und Staatsarchivs fand Schneiders Laufbahn im Dezember 1905 ihre Krönung. 1906 wurde er zudem zum Wappenzensor ernannt. Durch die Verleihung des Ehrenkreuzes des Ordens der Württembergischen Krone wurde Schneider 1907 in den persönlichen Adelstand erhoben. Ab Anfang des 20. Jahrhunderts war er ein häufiger Gast der königlichen Familie. Am 31. Januar 1924 erfolgte sein Eintritt in den Ruhestand.
Schneider starb 1937 in seiner Heimatstadt Stuttgart und fand seine letzte Ruhestätte auf dem dortigen Fangelsbachfriedhof.

## Ehrungen
- 1885: Roter Adlerorden IV. Klasse
- 1889: Königlich-württembergische Jubiläumsmedaille in Silber
- 1890: Ritterkreuz I. Klasse des Ordens vom Zähringer Löwen
- 1895: Ritterkreuz 1. Klasse des Friedrichs-Ordens
- 1904: Ritterkreuz des Ordens Berthold des Ersten
- 1907: Ehrenkreuz des Ordens der Württembergischen Krone, verbunden mit dem persönlichen Adelstitel (Nobilitierung)
- 1907: Marianer-Halskreuz
- 1907: Komturkreuz des kaiserlich österreichischen Franz-Joseph-Ordens
- 1908: Ehrenkreuz des Fürstlichen Hausordens von Hohenzollern
- 1908: Königlich Preußischer Kronen-Orden II. Klasse
- 1912: Komturkreuz II. Klasse des Friedrichs-Ordens
- 1914: Kommandeurskreuz II. Klasse des Ordens vom Zähringer Löwen

## Werke (Auswahl)
Von 1903 bis 1924 hatte Schneider die Schriftleitung der Württembergischen Vierteljahrshefte für Landesgeschichte inne. Außerdem verfasste er eine Vielzahl an Artikel für die Allgemeine Deutsche Biographie (ADB).
- Der Kampf Graf Eberhard des Erlauchten von Württemberg gegen König Rudolf von Habsburg. Greiner & Pfeiffer, Stuttgart 1886.
- Württembergische Reformationsgeschichte. Roth, Stuttgart 1887.
- Württembergische Geschichte. Metzler, Stuttgart 1896.
- Abriß der Württembergischen Geschichte. Krabbe, Stuttgart 1920.
- Aus der württembergischen Geschichte. Vorträge und Abhandlungen. Stuttgart, Kohlhammer 1926 (Digitalisat).
- Die Geschichte der Stadt Stuttgart. Stuttgarter Neues Tagblatt, Stuttgart 1927 (Tagblatt-Schriften, Band 9).
- Der Schwäbische Bund. Der Versuch einer Reichsverfassung am Ende des Mittelalters. In: Besondere Beilage des Staats-Anzeigers für Württemberg, Nr. 2, 28. Februar 1929, S. 42–51, Teil II, in: Nr. 3, 30. März 1929, S. 85–94.